# Atletisme als Jocs Olímpics d'Estiu de 1932 - 4x100 metres relleus femenins
Els 4x100 metres relleus femenins va ser una de les proves del programa d'atletisme disputades durant els Jocs Olímpics d'Estiu de Los Angeles de 1932. La prova es va disputar el 7 d'agost de 1932 i hi van prendre part 24 atletes de 6 nacions diferents. Es permetia un màxim de tres atletes per país.

## Medallistes
| Or                                                                               | Plata                                                               | Bronze                                                                       |
| Estats UnitsMary Carew · Evelyn Furtsch · Annette Rogers · Wilhelmina von Bremen | CanadàMary Frizzel · Mildred Fizzell · Lilian Palmer · Hilda Strike | Regne UnitNellie Halstead · Eileen Hiscock · Gwendoline Porter · Violet Webb |

## Horari
| Data                       | Hora  | Ronda |
| -------------------------- | ----- | ----- |
| diumenge 7 d'agost de 1932 | 15:00 | Final |

## Resultats

### Final
Com que només s'havien inscrit sis equips, els equips van sol·licitar que es fes una final directa, cosa que els àrbitres van acceptar.
Els Estats Units van derrotar per poc els canadencs en una competició molt ajustada i emocionant: els dos equips varen acreditar un nou rècord mundial.
| Pos. | Atletes                                                         | País          | Temps | Notes |
| ---- | --------------------------------------------------------------- | ------------- | ----- | ----- |
| 1    | Mary Carew Evelyn Furtsch Annette Rogers Billie von Bremen      | Estats Units  | 47.0  | WR    |
| 2    | Mildred Fizzell Lillian Palmer Mildred Fizzell Hilda Strike     | Canadà        | 47.0  | WR    |
| 3    | Eileen Hiscock Gwen Porter Violet Webb Nellie Halstead          | Regne Unit    | 47.6  |       |
| 4    | Jo Dalmolen Cor Aalten Bep du Mée Tollien Schuurman             | Països Baixos | 47.7  |       |
| 5    | Mie Muraoka Michi Nakanishi Asa Dogura Sumiko Watanabe          | Japó          | 48.9  |       |
| 6    | Grete Heublein Ellen Braumüller Tilly Fleischer Marie Dollinger | Alemanya      | 50.0  |       |

Clau: WR = rècord del món